# 연산군묘
연산군묘(燕山君墓)는 대한민국 서울특별시 도봉구에 있는 무덤으로 조선 제10대 연산군(1495∼1506 재위)과 거창군부인 신씨(居昌郡夫人 愼氏)(1476∼1537)의 무덤이다. 중종 8년(1513년)에 조성되어, 1991년 10월 25일 대한민국의 사적 제62호로 지정되었다.

## 개요
왕 또는 왕비의 무덤을 능(陵)이라고 하지만 연산군은 그 지위가 군(君)으로 강봉되었기 때문에 묘(墓)라 하였다. 그 후 중종 7년(1512) 12월 부인 신씨가 상소하여 묘를 강화에서 능성구씨(綾城具氏)의 선영(先塋)이며 연산군의 사위와 딸의 무덤이 있는 양주군 해등면 원당리(현 도봉구 방학동)로 이장하기를 청하여, 이듬해(1513) 2월 왕자군(王子君)의 예(禮)로 이장하고 양주군의 관원으로 하여금 제사를 관리하도록 하였다.
묘의 시설은 대군(大君)의 예우로 장례하여 무덤, 곡장(曲墻), 묘비(墓碑) 1쌍, 혼유석(魂遊石) 1쌍, 망주석(望柱石) 1쌍, 장명등(長明燈) 1쌍, 향로석(香爐石) 1좌, 재실(齋室)은 갖추어져 있으나, 병풍석(屛風石), 석양(石羊), 석마(石馬), 사초지(莎草地), 문인석(文人石) 등은 세우지 아니하였다. 연산군의 묘비 앞면에 '연산군지묘(燕山君之墓)'라 새겨져 있고, 뒷면에는 무덤이 만들어진 연월인 '정덕팔년이월이십일장(正德八年二月 二十日葬)'이라 새겨져 있다.

## 역사
1506년 중종반정으로 축출된 연산군은 모든 왕의 지위를 상실하고 폐왕이 되어서 강화 교동도(현재의 인천광역시 강화군 교동면)에 귀양을 가게되었고 그 곳에서 31세를 일기로 죽었다. 그 당시 연산군이 사망하면서 교동도의 귀양지에 매장되어서 연산군묘가 되었으나 부인 신씨가 중종에게 상소하면서 경기도 양주군 해동면 원당리로 이장하게 되었다.
당시 이 지역은 양주군에서도 다니는 사람이 드물고 민가가 많이 없었던 야산지대로 알려졌으며 연산군의 경우 재위시절 사화를 일으켰던 전적과 더불어서 민생고를 가중시키고 학자들을 붙잡아 귀양을 보내거나 참수를 명령하였고 국고를 탕진하여 연회를 베푸는데 시간을 보냈던 사유로 인하여 사람들의 접근을 멀리하기 위해 사람이 다니기 드물었던 야산지대에 안장하였던 것으로 알려졌다.
또한 이 곳은 태종의 후궁으로 알려진 의정궁주 조씨의 묘가 있는 곳으로 그 근처에 세종의 차녀인 정의공주의 묘가 있다. 연산군묘 사이에 의정궁주의 묘가 함께 안장되어있으며 그 아래로는 연산군의 딸인 휘순공주와 그의 남편이자 연산군 사위인 능양위 구운경의 묘가 있다. 의정궁주는 단종 재위시절인 1454년에 사망했다.(연산군은 1476년생이다.)
그 이후 1960년대에 경기도 양주군 노해면에서 서울특별시 성북구로 편입되어서 성북구 노해출장소 관할이 되었다가 1973년에 도봉구의 분리로 현재 도봉구 관할지역이 되었다. 이 지역 일대가 도시화 및 주택가가 들어서게 됨에 따라 주변지역이 많이 변천되었으나 연산군묘는 폭군의 묘이기는 하였지만 국가 사적이었기 때문에 개발에서도 제외되어서 현재의 모습을 유지하고 있다. 현재 이 주변에는 주택가 및 아파트 단지가 들어서있다. 또 그 주변지역에 간송 전형필이 서울을 떠나 노해면에서 말년을 보냈던 가옥과 그의 부친과 간송의 묘소가 있다.
역대 조선왕조 임금의 왕릉과는 달리 능이 아닌 묘 지위를 가지고 있기 때문에 다른 조선왕릉들과는 다르게 유네스코 세계문화유산에는 포함되지 않았다.

## 이용안내
다른 조선왕릉과는 달리 입장료를 받지 않으며 월요일을 제외한 매일 오전 9시 ~ 오후 6시(동절기는 오전 9시 ~ 오후 5시)까지 무료개방을 하고 있다. 현재 감독 관리자가 상주하는 사무실이 있다.

## 현황
- 연산군묘 / 거창군부인 신씨묘
- 태종 후궁 의정궁주 조씨묘
- 연산군 딸 휘순공주와 남편 능양위 구운경의 묘

## 주변관광지
- 김수영문학관
- 간송 전형필 가옥
- 정의공주묘

## 같이 보기
- 조선왕릉